# Cressona
Cressona és una localitat dels Estats Units a l'estat de Pennsilvània. Segons el cens del 2000 tenia 1.635 habitants.

## Demografia
Segons el cens del 2000, Cressona tenia 1.635 habitants, 663 habitatges, i 468 famílies. La densitat de població era de 618,9 habitants per quilòmetre quadrat.
Dels 663 habitatges en un 30,9% hi vivien nens de menys de 18 anys, en un 56,9% hi vivien parelles casades, en un 10% dones solteres, i en un 29,3% no eren unitats familiars. En el 24,4% dels habitatges hi vivien persones soles el 12,2% de les quals corresponia a persones de 65 anys o més que vivien soles. El nombre mitjà de persones vivint en cada habitatge era de 2,47 i el nombre mitjà de persones que vivien en cada família era de 2,95.
Per edats la població es repartia de la següent manera: un 22,8% tenia menys de 18 anys, un 7,6% entre 18 i 24, un 32,8% entre 25 i 44, un 20,9% de 45 a 60 i un 15,9% 65 anys o més.
L'edat mediana era de 38 anys. Per cada 100 dones de 18 o més anys hi havia 96,6 homes.
La renda mediana per habitatge era de 39.783 $ i la renda mediana per família de 42.292 $. Els homes tenien una renda mediana de 33.807 $ mentre que les dones 21.563 $. La renda per capita de la població era de 18.285 $. Entorn de l'1,3% de les famílies i el 3,7% de la població estaven per davall del llindar de pobresa.

## Poblacions més properes
El següent diagrama mostra les poblacions més properes.